# Solução sólida
Uma solução sólida é uma mistura em estado sólido de dois ou mais componentes que constituem uma fase única. Geralmente se refere a materiais metálicos em que os elementos em menor concentração (solutos), por estarem abaixo do limite de solubilidade, não perturbam a estrutura do elemento em maior concentração (solvente). É diferente de um composto sólido ou liga metálica, os quais apresentam diversas fases no seu interior.    
As soluções sólidas metálicas podem ser substitucionais ou intersticiais.

## Soluções sólidas substitucionais
Ocorrem quando o soluto ocupa os mesmos sítios que o solvente no reticulado cristalino. Exemplos de soluções sólidas substitucionais são as ligas de bronze (cobre/estanho) e latão (cobre/zinco). No latão o cobre com raio atômico de 0,1278 nm é substituído pelo átomo de zinco com 0,139 nm, nesta liga o zinco pode substituir até 40% do cobre, mantendo a estrutura CFC (Cúbica de Face Centrada).

## Soluções sólidas intersticiais
Ocorrem quando um soluto de menor raio atômico que o solvente ocupa sítios intersticiais no reticulado cristalino. Um dos exemplos mais utilizados é a fase ferrita, constituinte da liga de aço, na qual adiciona-se carbono ao ferro para gerar um aumento na resistência mecânica.